# EVV Eindhoven in het seizoen 1961/62
Het seizoen 1961/1962 was het achtste jaar in het bestaan van de Eindhovense betaaldvoetbalclub Eindhoven. De club kwam uit in de Eerste divisie A en eindigde, na een tweetal beslissingswedstrijden, daarin op de zesde plaats. Tevens deed de club mee aan het toernooi om de KNVB Beker, hierin werd in de vierde ronde verloren van PSV (1–2).

## Wedstrijdstatistieken

### Eerste divisie A
|       | AGOVV | Alkmaar '54 | BVV   | D.F.C. | DHC   | Fortuna | Go Ahead | 't Gooi | Haarlem | Helmond | KFC   | Leeuwarden | Sittardia | Stormvogels | SVV   | Veendam | Vitesse |
| ----- | ----- | ----------- | ----- | ------ | ----- | ------- | -------- | ------- | ------- | ------- | ----- | ---------- | --------- | ----------- | ----- | ------- | ------- |
| Thuis | 4 – 1 | 2 – 0       | 3 – 0 | 1 – 0  | 1 – 0 | 3 – 0   | 0 – 0    | 2 – 0   | 4 – 1   | 1 – 2   | 3 – 0 | 1 – 1      | 3 – 3     | 2 – 0       | 4 – 0 | 5 – 3   | 1 – 1   |
| Uit   | 0 – 1 | 2 – 3       | 4 – 1 | 3 – 0  | 2 – 0 | 2 – 0   | 3 – 1    | 2 – 3   | 0 – 0   | 0 – 2   | 3 – 2 | 1 – 0      | 0 – 1     | 0 – 1       | 3 – 1 | 1 – 0   | 4 – 0   |

### Beslissingswedstrijden
| 1e wedstrijd                                                                                       | Veendam                        | 2 – 1 (2 – 1) | Eindhoven             |
| 3 juni 1962 Plaats: Veendam De Langeleegte Toeschouwers: 8.500 Scheidsrechter: Andries van Leeuwen | Jan Kuiper 14' Jan Hoekema 15' |               | 38' (e.d.) Max Rosies |
| 2e wedstrijd                                                                                       | Eindhoven                      | 2 – 0 (1 – 0) | SVV                   |
| 11 juni 1962 Plaats: Eindhoven Aalsterweg Toeschouwers: 17.000 Scheidsrechter: Ad Boogaerts        | Cor Bex 28' Wim van Kessel 85' |               |                       |

### KNVB Beker
| 2e ronde                                   | Eindhoven                                                     | 3 – 2 (0 – 0)               | RBC                                            |
| 31 maart 1962 Plaats: Eindhoven Aalsterweg | Herman Teeuwen 50' Wim van Kessel Thieu Soers 85' (pen.)      |                             | 65' (e.d.) Bram Verplanke 66' Piet Bruijninckx |
| 3e ronde                                   | Eindhoven                                                     | 3 – 2 (1 – 2) Na verlenging | MVV                                            |
| 28 april 1962 Plaats: Eindhoven Aalsterweg | Thieu Soers 26' (pen.) Herman Teeuwen 46' Wim van Kessel 113' |                             | 9' Nico Mares 15' Henk Brinkhuis               |
| 4e ronde                                   | PSV                                                           | 2 – 1 (1 – 0)               | Eindhoven                                      |
| 31 mei 1962 Plaats: Eindhoven Aalsterweg   | Gordon Nutt 35' Pierre Kerkhoffs 61'                          |                             | 76' Thieu Soers                                |

## Statistieken Eindhoven 1961/1962

### Eindstand Eindhoven in de Nederlandse Eerste divisie A 1961 / 1962
| Stand | Gespeeld | Gewonnen | Gelijk | Verloren | Punten | Doelpunten voor | Doelpunten tegen |
| ----- | -------- | -------- | ------ | -------- | ------ | --------------- | ---------------- |
| 6e    | 34       | 18       | 5      | 11       | 41     | 56              | 42               |

### Topscorers
| #                 | Naam            | Goal |
| ----------------- | --------------- | ---- |
| 1.                | Herman Teeuwen  | 14   |
| 2.                | Cor Bex         | 13   |
| 3.                | Joop Oomens     | 9    |
| 4.                | Thieu Soers     | 6    |
| 5.                | Hendrik Schalks | 4    |
| 6.                | Harrie Bottram  | 2    |
| 6.                | Ad Brocken      | 2    |
| 8.                | Huub van Kessel | 1    |
| 8.                | Wim van Kessel  | 1    |
| 8.                | Piet van Rooij  | 1    |
| 8.                | Willy Slaats    | 1    |
| 8.                | Frans Tebak     | 1    |
| Onbekend doelpunt |                 |      |
| –                 | Onbekend        | 1    |
| Totaal            | Totaal          | 56   |

| #              | Naam                 | Goal |
| -------------- | -------------------- | ---- |
| 1.             | Cor Bex              | 1    |
| 1.             | Wim van Kessel       | 1    |
| Eigen doelpunt |                      |      |
| –              | Max Rosies (Veendam) | 1    |
| Totaal         | Totaal               | 3    |

| #      | Naam           | Goal |
| ------ | -------------- | ---- |
| 1.     | Thieu Soers    | 3    |
| 2.     | Wim van Kessel | 2    |
| 2.     | Herman Teeuwen | 2    |
| Totaal | Totaal         | 7    |